# Списък на реките в Северна Македония
В Република Северна Македония има над 360 реки с дължена над 10 km. Те се отнасят към 5 главни водосборни басейна: Егейско море, Адриатическо море, Черно море и един безотточен водосборен басейн на Преспанското. От своя страна водосборния басейн на Егейско море се поделя на два основни водосборни басейна – този на река Вардар, обхващащ над 3/4 от територията на страната и този на река Струма, простиращ се в югоизточната част на Северна Македония. Към водосборния басейн на Адриатическо море пренадлежи река Черни Дрин, лява съставяща на река Дрин, вливаща се в Адриатическо море на албанска територия. Към водосборния басейн на Черно море принадлежи най-горното течение на река Южна Морава, дясна съставяща на Велика Морава, която е десен приток на Дунав.
На базата на тези водосборни басейни е съставен списъкът с реките на Северна Македония. За по-големите реки е отразено какъв приток е (ляв → или десен ←), нейната дължина в km и площта на водосборния ѝ басейн в km². Реките, които са частично на територията на Северна Македония са обозначени със звездичка и ако има данни е показана и тяхната дължина (в скоби) на територията на Северна Македония. Звездичките пред имената на реките показват от кой парядък е раката: * - първи порядък; ** – втори порядък (приток на река от първи порядък); *** - трети порядък и т.н. Изброяването на притоците, притоците на техните притоци и т.н. става от извора към устието на съответната река.

## Водосборен басейн наЕгейско море

### Вардарски водосборен басейн
- Вардар* 388 (301)/25400
  - Лакавица
    - Гьоновица
    - Железна река

  - → Маздрача 24,5/140
  - Равенска река
  - Йеловинска река
  - Палчишка река
  - Боговинска река
  - Каменянска река
  - → Пена (Тетовска река) 29,7/184
  - → Бистрица (Теарска Бистрица) 18,8/48
  - Ракита (Вратничка река)
  - Радуша (Яжиначка река)
  - → Лепенец* 75/770
    - Вражанска река
      - Банянска река
      - Мирковичка река

  - ← Треска 127/2068
    - Заяска река
      - Темница
      - Сушица

    - → Мала река
    - Беличка река (Белешница)
      - Столарешка Оча
      - Кобилина река

    - Оча
    - Слатинска река
    - → Студенчица 16/53
    - Рабетинска река
    - Бържданска река
    - Лощица

  - → Серава 21/67
    - Любанска река
      - Побушка река

    - Люботенска река

  - ← Маркова река 30/184
    - Патишка река
    - Дресница

  - Булачанска река
    - Жегровец

  - ← Кадина река 34/184
    - Мала река

  - ← Тополка 45/313
    - Отищинска река
    - Горноврановска река

  - ← Бабуна 65/612
    - Брезица
    - Църнушка река
    - Църничка река
    - Войница

  - → Пчиня 128/3140
    - → Бистрица (Пчинска Бистрица) ?/48
    - Петрошница
    - → Крива река 75/1002
      - → Дурачка река 15/?
      - Кратовска река
      - Лучка река
      - Радибушка река
      - Киселичка река
      - Брадишки дол
      - Гораница
        - Сакарбашки дол

    - ← Кумановска река (Кумановка) 44/460
      - ← Липковска река 17,5/300
      - Конярска река (Табановска река, Баника)

    - Серава (Старонагоричанска Серава)
    - Лука
    - Клисура
    - Козедолска река
    - Беловлайковска река
    - Алгунска река (Вучковска река)

  - ← Брегалница 225/4307
    - Ратевска река
    - Лютачка река
    - Рамна река
    - Желевица
    - Кадънка
    - Спряжева река
    - Ракитина река
    - ← Каменица (Каменичка река) 23/115
    - Дулица (Мековска река)
    - → Осойница 32/?
      - Виничка река
      - Пеклянска река
      - Блатешница

    - Градечка река
    - → Зърновска река 21/70
    - ← Оризарска река 30/133
    - Кочанска река 34/?
      - Търканска река
      - Белски дол
      - Голема река
      - Мала река

    - ← Злетовщица (Злетовица) 56/460
      - Банска река
        - Киселица

      - Белощица
      - Щалковица
      - Зеленградска река
      - Древенска река
      - Ратавица
      - Кислица

    - Аргуличка река
    - Раданска река
    - Отиня
    - → Крива Лъкавица 42/417
      - Маденска река

    - ← Светиниколска река 35/659
      - Мавровица
      - Горобинска река
      - Караташ

  - ← Църна 207/5890*
    - Боишка река
    - → Блато (Блатище) 44/?
      - Стара река
        - ← Конярска река 15/?
        - Голема река

      - Прилепска река
        - Щавичка река
        - Новолаговска река

      - Боротинска река
      - Житошка река
      - Ягула
      - Крушевска река
      - Строшка река (Рибник)
        - Долгаечка река

      - Сажлица

    - Обедничица
    - Журешница
    - Селечка река
    - ← Шемница 46/?
      - Чагорска река
      - Стара река
      - Лисолайска река
      - Секиранска река

    - Жаба
      - Церска река

    - ← Драгор 32/188
      - Стара река

    - ← Сакулева* (Йелашка река, Йелешка река, Елешка река) 50/?
    - ← Конарска река 30/180
    - ← Градешка река 26/116
      - ← Сатока 22/104
      - Лешница

    - Маковска река
      - Рапешка река

    - → Раец 33/305
      - Свинярница
      - Церешевица

    - Крушевица (Подлеска река)
      - Чичевска река

    - Сиркова река
    - Круевичка река
    - Камен дол (Мързенска река)
    - Фаришка река
    - Шивечки дол (Шивец)
    - Праведнишки дол
    - Драгожелска река
    - Бистра
    - Сушица
    - ← Блащица ?/184
    - Дунска река
    - Бутурица
    - Крушевичка река (Чанишка Крушевица)
    - Бешишка река
    - Полчишка река
    - Белица (Бела река)
      - Търновчица

    - Конярска река
    - Ракита
    - Рибник
    - Базик
    - Лажечка река (Кишовска река)
      - Мала река
      - Велушка река
      - Граешка река

    - Суводол (Суводолска река, Реката, Гнеотинска река)
    - Добрушева река
      - Подмолска река
      - Мъртвица
        - Стара река

      - Агларски дол
        - Путуруска река

    - Кобел
    - Глабокова река
      - Шелеверска река

    - Тополчанска река

  - ← Луда Мара (Ваташка река, Курячка река) 34/140
    - Маренска река

  - Неготинска река
  - ← Бошава 52/468
    - ← Дошница 39/193
      - Драчевица

    - Бохулска река
    - Бистра

  - Аразлийска река
  - Градешка река
  - Петрушка река
    - Стара река
    - Калица

  - → Анска река 22/166
    - Башибоска река
    - Луда Мара

  - Кованска река
  - Зуица
  - Богданска Луда Мара
    - Чаушлийска река
    - Габрошка река

  - Серменинска река
  - Конска река (Сува река, Цреша)

#### Водосборен басейн на Дойранското езеро
(чрез река Гьолая се оттича в река Вардар)
- Николичка река
- Сува река
  - Асанлийска река
- Сретенова река
- Църни поток (Ливадица)
- Раскръсница (Вая)

### Струмски водосборен басейн
- Струма 415/17300 (извън територията на Северна Македония)
  - ← Лебница* 50 (8)/318
    - Мала река
    - Цървилска река
      - Циронска река (Дворишка река, Цървилска река)

  - ←Струмица* 114 (81)/1900
    - Байковица
    - Василица
    - Новоселка
    - Водочница
      - Търкайна

    - → Турия 45/263
      - Иловица
      - Балдовица
      - Щучка река (Щука река)
      - Язга
      - Барличка река

    - Радовишка река
      - Ораовичка река

    - Пладнище
    - Плавия
    - Возенска река
    - Буковик
    - Грабичка река
    - Азмак
    - Стара река
    - Ломница
    - Сува река

## Водосборен басейн наАдриатическо море

### Дрински водосборен басейн
- Велестова река (влива се в Охридското езеро)
- Далян (Коселска река, Опейничка река, Крива река) 66/? (влива се в охридското езеро)
  - ← Вапилница
- Радолищица (влива се в Охридското езеро)
- Дрин 148/1260 (извън територията на Северна Македония)
  - Черни Дрин* 159 (56)/3504
    - ← Мислешева река
    - ← Сътеска (Мороищенска) 31/396
      - → Голема река (Плакенска) 24/123

    - → Беличка река
    - → Вевчанска река
    - → Лабунищка река (Сушица, Лабунишка Сушица) (влива се в езе. Глобочица)
    - ← Голема река
    - → Ябланска река (Ябланишка река)
    - → Модричка река
    - ← Буринечка река (Селска река) (влива в Дебърското езеро)
    - ← Долгашка река (Козаджик, Елевска река) (влива се в Дебърското езеро)
    - ← Осолнишка река (влива се в Дебърското езеро)
    - ← Брещанска река (Брестанска река) (влива се в Дебърското езеро)
    - ← Радика (влива се в Дебърското езеро) 67/665
      - → Ацина река
      - → Стрезимирска река
      - → Мавровска река
        - Леунова река (влива се в Мавровското езеро)

      - ← Рибнишка река (Рибница)
        - → Длабока река

      - ← Жировничка река
      - ← Требишка река
      - → Мала река (Тресонечка река) 21/200
        - Ядовска река
        - Росочка река
        - Новачко речище
        - Гарска река
        - Осойска река
        - Белешница

      - ← Райчица (Речица, Раичка река) (влива се в Дебърското езеро)

    - ← Таранешка река (Селокушка река, Хамска река)

## Водосборен басейн наЧерно море

### Дунавски водосборен басейн
- Дунав 2852/817 000 (извън територията на Северна Македония)
  - ← Велика Морава 185/37 444 (извън територията на Северна Македония)
    - ←Южна Морава (Биначка Морава, Голема река, Ключева река)* 295/15 469
      - Грънчарица
        - Летница

    - Прои и Салахит
    - Слатинска река

## Безотточен водосборен басейн

### Водосборен басейн на Преспанското езеро
- Брайчинска река
- Шара (Кранска, Ърватска)
- Маркова река
- Курбинска река
- Голема река
- Болнска река
- Отешевска река